# Vito Monterisi
Vito Monterisi (Barletta, 22 febbraio 1894 – 26 settembre 1972) è stato un politico italiano.
Eletto all'Assemblea Costituente nelle file della Democrazia Cristiana, fu anche deputato nella I legislatura.

## Biografia
Si laureò in ingegneria civile e proseguì l'attività di famiglia di possidente terriero. 
Esponente della Democrazia Cristiana, fu prima membro dell'Assemblea Costituente e poi nel 1948 venne eletto deputato nella I legislatura repubblicana; rimase in carica fino al 1953. Nella sua attività politica mise al centro dell'attenzione dei suoi interventi lo sviluppo dell'agricoltura pugliese.
Morì il 26 settembre 1972 all'età di 78 anni.